# Aeroportul Loakan
Aeroportul Loakan (IATA: BAG, ICAO: RPUB) este un aeroport din Baguio⁠(d), Cordillera Administrative Region⁠(d), Filipine ce deservește zona Baguio⁠(d). Aeroportul a fost tranzitat în 2022 de 968 de pasageri.
Situat la o altitudine de 1.296 m, aeroportul dispune de o singură pistă. Este operat de Civil Aviation Authority of the Philippines⁠(d).